# گامون کانستراکشن
گامون کانستراکشن (انگلیسی: Gammon Construction) شرکت ساخت‌ساز هنگ کنگی است، که در سال ۱۹۱۹ تأسیس شد.